# Giardinello
Giardinello es una localidad italiana de la provincia de  Palermo, región de Sicilia, con 2.202 habitantes.

Ubicación de la ciudad de Giardinello dentro de la provincia de Palermo.

## Evolución demográfica
| Gráfica de evolución demográfica de Giardinello entre 1861 y 2001 |
|                                                                   |
| Fuente ISTAT - Elaboración gráfica por parte de Wikipedia         |